# Chants et rythmes du Chili
Chants et rythmes du Chili («Canciones y ritmos de Chile», en francés) es un álbum recopilatorio de la cantautora y folclorista chilena Violeta Parra, sus hijos Ángel e Isabel y el grupo argentino Los Calchakis, lanzado originalmente en Francia en 1991. El disco está en su mayor parte conformado por canciones del álbum de Violeta Canciones reencontradas en París y del álbum del dúo Isabel y Ángel Parra llamado Au Chili avec los Parra de Chillán, ambos con canciones grabadas en agosto de 1963.
La fotografía de la portada, que incluye a Violeta Parra tocando su guitarra junto con sus telares, se debe a Claude Morel, y pertenece a la misma sesión fotográfica de la cual se extrajo otra foto para la reedición Un río de sangre de 1974 del disco Canciones reencontradas en París. En el interior de la carátula se incluye (en castellano, francés e inglés) una nota de Ariane Ségal, directora de la discográfica francesa Arion, explicando las razones de incluir a Los Calchakis junto con estos integrantes de la Familia Parra.
El tema «Un río de sangre corre», también conocido como «Rodríguez y Recabarren» y aparecido por primera vez en la reedición de 1974 del disco Canciones reencontradas en París, bajo el nombre de Un río de sangre, vuelve a aparecer censurado, mientras que por primera vez se edita en su totalidad la primera versión de «Qué dirá el Santo Padre», también conocida como «El Santo Padre» o «Julián Grimau». La primera canción estaba censurada por su referencia a Patrice Lumumba, en tanto que la segunda, por su reseña a Julián Grimau, ambos personajes prohibidos durante el período de las Cortes Españolas de la dictadura de Francisco Franco.

## Lista de canciones
Todas las canciones escritas y compuestas por Violeta Parra, salvo por temas 3, 10 y 14, que son del folclore chileno. 
| Chants et rythmes du Chili |                                                                |                      |          |  |
| N.º                        | Título                                                         | Intérprete           | Duración |  |
| 1.                         | «Según el favor del viento»                                    | Violeta Parra        | 02:29    |  |
| 2.                         | «Hasta cuándo está» (o «Hasta cuándo»)                         | Violeta Parra        | 01:27    |  |
| 3.                         | «Teneme en tu corazón»                                         | Isabel y Ángel Parra | 02:58    |  |
| 4.                         | «Loncomeo»                                                     | Los Calchakis        | 02:28    |  |
| 5.                         | «Arauco tiene una pena» (o «Levántate, Huenchullán»)           | Violeta Parra        | 03:02    |  |
| 6.                         | «La carta» (o «Los hambrientos piden pan»)                     | Violeta Parra        | 02:58    |  |
| 7.                         | «Parabienes al revés»                                          | Isabel y Ángel Parra | 02:13    |  |
| 8.                         | «Homenaje a Pablo Neruda - Lambaré»                            | Los Calchakis        | 01:41    |  |
| 9.                         | «El Santo Padre» («Qué dirá el Santo Padre» o «Julián Grimau») | Violeta Parra        | 02:54    |  |
| 10.                        | «Caballo tordillo mío»                                         | Isabel y Ángel Parra | 01:36    |  |
| 11.                        | «Ayúdame, Valentina» (o «Qué vamos a hacer»)                   | Violeta Parra        | 03:40    |  |
| 12.                        | «El canto del cuculí»                                          | Los Calchakis        | 03:37    |  |
| 13.                        | «En una barca de amores» (o «En los jardines humanos»)         | Violeta Parra        | 03:51    |  |
| 14.                        | «Señores y señoritas» (o «Vengo toda avergonzada»)             | Isabel y Ángel Parra | 01:56    |  |
| 15.                        | «Gracias a la vida»                                            | Los Calchakis        | 03:07    |  |
| 16.                        | «Rodríguez y Recabarren» (o «Un río de sangre corre»)          | Violeta Parra        | 03:32    |  |
| 17.                        | «Santiago penando estás» (o «Mi pecho se halla de luto»)       | Violeta Parra        | 03:43    |  |
| 18.                        | «Porque los pobres no tienen»                                  | Isabel y Ángel Parra | 02:41    |  |
| 19.                        | «Sol de libertad»                                              | Los Calchakis        | 03:07    |  |
| 53:00                      |                                                                |                      |          |  |

## Créditos
- Claude Morel: fotografía[1]